# Xenophora calculifera
Xenophora calculifera là một loài ốc biển lớn, là động vật thân mềm chân bụng sống ở biển trong họ Xenophoridae, the carrier shells.